# 乌费
乌费（法語：Ouffet，法語發音：[ufɛ]）是比利时瓦隆大区列日省于伊區的一个市镇，南与盧森堡省接壤，通行法语，是比利时法语社群的一部分，人口2,802人（2018年1月1日）。